# Paul Bräunlich (Architekt)

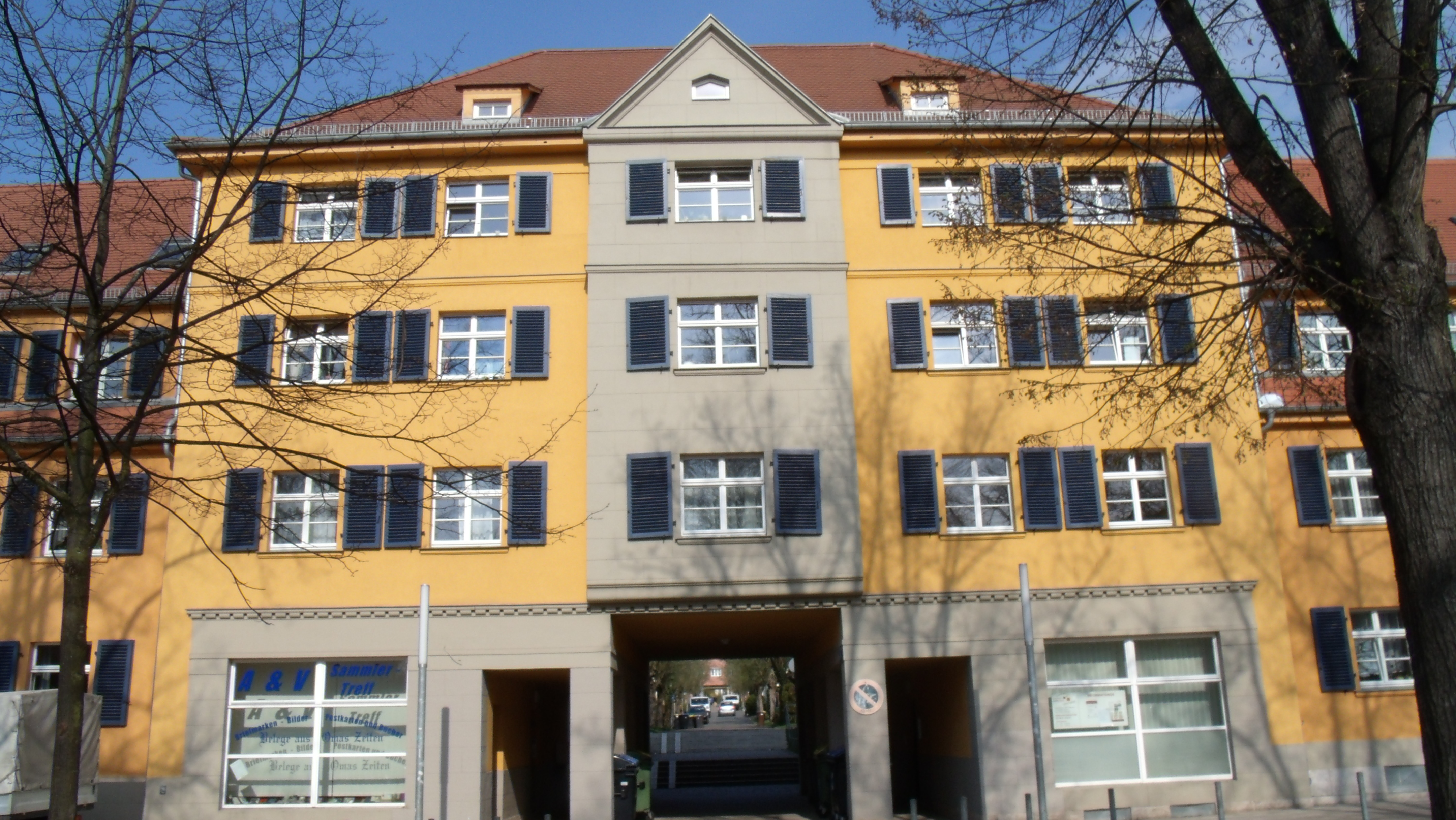
Haus Rembrandtweg 18 in Weimar

Paul Bräunlich (* 1. April 1890; † nach 1969) war ein deutscher Architekt.
Bräunlich war als Architekt in Weimar tätig. Die Anlage des Rembrandtwegs in der Nordvorstadt in den Jahren von 1928 bis 1930 ist wohl sein Hauptwerk. Laut Baumeldungen in der Fachzeitschrift Deutsche Bauzeitung wurde 1933 in Weimar der Bau des Hauses Ratstannenweg 8 für K. Herbst genehmigt, mit dessen Ausführung Bräunlich beauftragt war; ebenso der Bau eines Hauses Am Sonnenweg für R. Schott. Bräunlich entwarf auch sein eigenes 1934–1935 entstandenes Wohnhaus Rainer-Maria-Rilke-Straße 18.
Bräunlich schuf 1948 einen Anbau an das Volkshaus, das in „Haus des FDGB“ umbenannt wurde.
Er übte 1949 öffentlich Kritik am Auftragsverfahren für öffentliche Gebäude über die Hochschullehrer insbesondere bei Schulbauten, die offenbar nur im engen Personenkreis der Hochschulmitarbeiter erfolgten. Seine Kritik zielte besonders in Richtung Hermann Henselmann.
Paul Bräunlich war Mitglied im 1952 gegründeten Bund der Architekten der DDR.

## Schriften
Über Paul Bräunlich gibt es laut Katalog der Herzogin-Anna-Amalia-Bibliothek eine kleine Publikation, vermutlich eine von ihm selbst herausgegebene Werkschau:
- Architekt P. Bräunlich, Weimar. Düsseldorf o. J. (ca. 1935)[5]